# Греція на літніх Олімпійських іграх 1992
Греція на літніх Олімпійських іграх 1992 була представлена 70 спортсменами в 17 видах спорту і виборола 2 золоті медалі. Вперше олімпійську медаль для країни виборола жінка.

## Медалісти
| Золото |               |                                                |
| №      | Спортсмени    | Вид спорту (дисципліна)                        |
| 1      | Вула Патуліду | Легка атлетика (біг на 100 метрів з бар'єрами) |
| 1      | Піррос Дімас  | Важка атлетика                                 |